# Раджабов, Октай Мамед-ага оглы
Октай Мамед-ага оглы Раджабов (азерб. Oqtay Məmmədağa oğlu Rəcəbov; 5 апреля 1941, Баку — 15 декабря 2022) — советский азербайджанский композитор. Лауреат премии ЛКСМ Азербайджана (1982). Заслуженный деятель искусств Азербайджана (2019).

## Биография
Родился 5 апреля 1941 года в городе Баку Азербайджанской ССР.
В 1963 году окончил физический факультет Азербайджанского педагогического института, а в 1971 году — Азербайджанскую консерваторию.
В 1971—1973 годах — преподаватель в музыкальной школе города Баку, с 1973 по 1976 год — музыкальный редактор в Азербайджанфильме имени Джафара Джаббарлы. В 1977—1992 годах научный сотрудник отдела эстетического воспитания Азербайджанского научно-исследовательского института педагогических наук Министерства просвещения Азербайджанской ССР. C 1992 по 2001 год преподавал в основанной им Гимназии Искусств.

## Творчество
Сочинения: для солистов, хора и симфонического оркестра — Кантата (1970), для симфонического оркестра — поэмы I (1969), II (1971); для камерного оркестра — Музыка (1973); для виолончели и камерного оркестра — Концерт-поэма (1973); для флейты и камерного оркестра — Скерцо (1973); для голоса и камерного оркестра — цикл Берегите матерей (1976); струнные квартеты — I (1968), II (1972); для скрипки и фортепиано — Соната (1967); для фортепиано — Девять прелюдий (1965), Сонатина (1966); для тенора и хора — Воспоминание о прошлом (1972); для хора — Пять хоров на слова Мехсети Гянджеви (1973), оперы: «Гёйчек Фатма» (1992), «Хеир вэ Шэр» (1994) и «Сарчаджик» (2012). Автор более 400 песен: «Анам Азербайджаным» (слова А. Бабаева), «Нэгмэлер» (слова Б. Вагаб-заде), «Нэджэ унудум сэни» (слова З. Агаевой), «Зэфэран» (слова Н. Кэсэмэнли), «Даха нэ истэирсэн» (слова Ф. Мехти), «Ширван баятылары» (слова народные) и других. Автор музыки к 17 кино и телефильмам: «Герой нашего села» (1972), «Азербайджанская ССР» (1973), «Царевна нефти» (1974), «Мальчик, девочка и лев» (1974), «Шах и слуга» (1976), «Всадник на белом коне» (1995) и другим. Знаменитый композитор Тофик Кулиев называл Раджабова «Кабалевским Кавказа».

## Научная деятельность
Автор многочисленных учебных пособий по музыке для детей общим тиражом 1,5 миллиона книг. В 1977—1992 годах ведущий образовательной программы «Музыкальный клуб школьников» на Азербайджанской программе ЦТ СССР. Защитил диссертацию кандидата педагогических наук «Детские песни азербайджанских композиторов в музыкально-эстетическом воспитании младших школьников» (1985) и докторскую диссертацию в 1992 году. Профессор (1995). Академик Академии педагогических и социальных наук в Москве.

## Награды
- Премия ЛКСМ Азербайджана (1982)
- Заслуженный учитель Азербайджанской ССР (1987)
- Медаль «Прогресс» (2006)
- Почётная стипендия Президента Азербайджана (2011)
- Заслуженный деятель искусств Азербайджана (2019)[1]